# Урбанский, Игорь Владиславович
Игорь Владиславович Урбанский (укр. Ігор Владиславович Урбанський, род. 16 июля 1970, Киев) — советский и украинский саночник. Участник зимних Олимпийских игр 1994 и 1998 годов.

## Биография
Игорь Урбанский родился 16 июля 1970 года в Киеве.
Выступал в соревнованиях по санному спорту за «Колос» из Киева. Участвовал во всесоюзных соревнованиях с конца 1980-х годов.
В 1994 году вошёл в состав сборной Украины на зимних Олимпийских играх в Лиллехаммере. В соревнованиях двоек вместе с Андреем Мухиным поделил 8-9-е места, показав по сумме двух заездов результат 1 минута 37,691 секунды и уступив 0,971 секунды завоевавшим золото Курту Бруггеру и Вильфриду Хуберу из Италии.
В 1998 году вошёл в состав сборной Украины на зимних Олимпийских играх в Нагано. В соревнованиях двоек вместе с Андреем Мухиным занял 7-е место, показав по сумме двух заездов результат 1.41,968 и уступив 0,863 секунды завоевавшим золото Штефану Краусе и Яну Берендту из Германии.